# Banda musicale della Guardia di Finanza
La Banda musicale della Guardia di Finanza è il corpo bandistico militare ufficiale della Guardia di Finanza.

## Storia
La Banda musicale della Guardia di Finanza affonda le proprie radici nel tardo XIX secolo, quando, già dal 1883, furono istituite fanfare locali all'interno di vari reparti del Corpo per scopi cerimoniali e di rappresentanza. Tali formazioni operavano anche in funzioni legate all’ordine pubblico, secondo una tradizione musicale tipica delle forze armate italiane dell’epoca.
Dopo il debutto a Piazza Colonna il 25 aprile 1925, nel 1926 fu formalmente istituita una banda nazionale stabile, unificando le diverse fanfare preesistenti. La nuova compagine, con sede a Roma, fu costituita attraverso concorso pubblico e composta da musicisti provenienti dal Corpo e dal mondo civile, assumendo fin da subito un ruolo ufficiale nelle cerimonie militari, nei giuramenti e negli eventi di rappresentanza.
Durante gli anni tra le due guerre mondiali, la banda consolidò il proprio repertorio, specializzandosi nell’esecuzione di marce militari e trascrizioni sinfoniche. Durante la seconda guerra mondiale, l’attività rallentò ma non si interruppe: la formazione proseguì le esibizioni in forma ridotta, partecipando a cerimonie e commemorazioni.
Nel secondo dopoguerra la banda fu riorganizzata, beneficiando dell’apporto di musicisti diplomati nei principali conservatori italiani. A partire dagli anni '50 e '60 si intensificarono le esibizioni pubbliche in festival e teatri prestigiosi, tra cui il Festival dei Due Mondi di Spoleto e l’Accademia Nazionale di Santa Cecilia.
Una svolta decisiva si ebbe con le leggi n. 508/1999 e n. 268/2002, che riconobbero i diplomi rilasciati dai conservatori di musica come titoli accademici universitari, elevando il profilo culturale e tecnico della banda, ormai composta da esecutori con formazione superiore.
Dal 16 aprile 2002 la direzione della banda è affidata al maestro, colonnello Leonardo Laserra Ingrosso, sotto la cui guida l'ensemble ha ampliato il proprio repertorio ed è divenuto ambasciatore musicale dell’Italia nel mondo. In quello stesso anno, la banda si esibì a New York, presso Ground Zero, in occasione del Columbus Day, un anno dopo gli attentati dell’11 settembre.

## Repertorio
Il repertorio spazia dalle marce militari tradizionali alla musica lirica, dalle colonne sonore alle trascrizioni sinfoniche contemporanee, promuovendo i valori della legalità, del servizio e dell’identità nazionale anche attraverso la musica.

## Attività
La banda svolge attività istituzionali e concertistiche in Italia e all'estero. Tra gli eventi recenti più rilevanti:
- 21 giugno 2024: partecipazione alla Festa del Corpo presso Piazza di Siena a Roma, alla presenza delle massime autorità civili, militari e religiose.[9][10]
- 23 giugno 2025: esibizione durante il cambio della guardia d’onore al Quirinale, con l’esecuzione della Marcia d’Ordinanza, Va, pensiero di Giuseppe Verdi e Nessun dorma di Giacomo Puccini.[11]
- 18 luglio 2024: concerto nella Reggia di Caserta, con la partecipazione della soprano e attrice Serena Autieri.[12]
- 30 settembre 2024: concerto all’Auditorium Scavolini di Pesaro, presentato dalla giornalista Silvia Sacchi, con omaggi musicali a Rossini e Puccini e la partecipazione del Liceo artistico "Ferruccio Mengaroni".[13][14]

La banda partecipa anche a trasmissioni televisive nazionali, cerimonie religiose, commemorazioni civili e progetti educativi, oltre a possedere una propria produzione discografica. Tra le collaborazioni più significative si segnalano eventi con artisti come Al Bano, Andrea Bocelli, Renzo Arbore, Katia Ricciarelli e Gianni Morandi.

## Organico
La Banda musicale è composta da:
- un maestro direttore;
- un maestro vicedirettore;
- 102 orchestrali;
- un archivista.

Tutti i membri sono finanzieri in servizio permanente effettivo, arruolati tramite concorsi pubblici per titoli ed esami, provenienti dai Conservatori e Istituti superiori di studi musicali italiani, e inquadrati nel ruolo di ispettori esecutori.

### Direttori
| Incarico  | Nome del direttore        | Periodo                          | Note |
| --------- | ------------------------- | -------------------------------- | --- |
| Direttore | Giuseppe Manente          | 25 aprile 1925 – 3 febbraio 1932 | Primo maestro direttore; contribuì a costruire il repertorio della banda.                                                           |
| Direttore | Antonio D’Elia            | 1932 – 9 maggio 1958             | Figura significativa della direzione della Banda; compositore della marcia d'ordinanza del corpo, rimase in carica fino al decesso. |
| Direttore | Olivio Di Domenico        | 1959 – 1979                      | Si occupò della direzione nella fase di rilancio negli anni 1960 e 1970.                                                            |
| Direttore | Fulvio Creux              | 1982 – 1992                      | Musicista e compositore, noto anche per la direzione della Banda musicale dell’Esercito Italiano.                                   |
| Direttore | Gino Bergamini            | 1992 – 2002                      | Ultimo tra i direttori prima della nomina dell’attuale maestro.                                                                     |
| Direttore | Leonardo Laserra Ingrosso | 16 aprile 2002 – in carica       | Sotto la sua direzione la banda ha assunto un ruolo internazionale; ha ampliato repertorio e collaborazioni.                        |